# Sandved
Sandved er en by på Sydsjælland med 671 indbyggere  (2025), beliggende 24 km sydøst for Slagelse, 19 km øst for Skælskør, 5 km sydvest for Fuglebjerg og 22 km vest for Næstved. Byen hører til Næstved Kommune og ligger i Region Sjælland.

## Sogn, storkommune og kirker
Hele Sandved hørte oprindeligt til Hårslev Sogn, men byen voksede midt i 1900-tallet mod øst ind i Førslev Sogn. Enkelte matrikler hører til Fyrendal Sogn og Kvislemark Sogn. Alle 4 sogne hørte i 1970-2006 til Fuglebjerg Kommune. Hårslev Kirke ligger i Hårslev 3 km nordvest for Sandved. Førslev Kirke ligger i Førslev 5 km øst for Sandved.
Byen kæmpede i 1970'erne for sit postdistrikt og postnummer 4262 Sandved, der i en kort periode blev udskiftet med 4747 Sandved.

## Faciliteter
- Sandved afdeling af Vesterlandsskolen afd. Grønbro har 110 elever i 0.-6. klasse. 1 af skolens 3 afdelinger har overbygning (7.-9. klasse).[2]
- Grønbrohallen har tennis- og fodboldbaner og tilbyder lokaler til 10-800 personer. Hallen benyttes bl.a. til badminton, gymnastik, jumping fitness, fodbold og crossdance.[3]
- Kroppeloppen er en DGI-certificeret idræts- leg- og bevægelsesinstitution for børn i alderen 0-6 år med 1 vuggestue og 2 børnehavestuer.[4]
- Byen har købmandsgård, som har eksisteret siden 1890, dog med lukning i perioder. Pizzeria/grillbar, som er startet i 1993 samt Autoværksted og mindre erhverv.

## Historie

### Jernbanen
Sandved havde station på Slagelse-Næstved banen (1892-1971) og lå på Danmarks længste lige jernbanestrækning – de 16 km mellem Hårslev og Herlufsholm. Den asfalterede cykel- og gangsti "Fodsporet" er anlagt på banetracéet til Næstved, Skælskør og Slagelse. Ved Sandved blev der i 2015 opført et madpakkehus (desværre nu fjernet, pga hærværk), formet som en togvogn. Stationsbygningen er bevaret på Jernbanevej 7.

### Stationsbyen
I 1898 beskrives Sandved således: "Sandved med Jærnbane- og Telegrafstation, flere handlende og Haandværkere". Det lave målebordsblad fra 1900-tallet viser desuden hotel, bageri, vandværk, savværk, mejeri og missionshus.

## Hotellet
Sandved Hotel blev bygget i 1892 og var byens midtpunkt, hvor salen blev brugt til fester, gymnastik og fx rejsebiograf. Det meste af 1. salen brændte i 1957, men blev genopbygget. Nu er krodrift og udlejning af værelser ophørt, og hotellet lever af fester i egne festlokaler eller med mad ud ad huset.